# Oxypoda nubifer
Oxypoda nubifer är en skalbaggsart som beskrevs av Thomas Casey 1893. Oxypoda nubifer ingår i släktet Oxypoda och familjen kortvingar. Inga underarter finns listade i Catalogue of Life.